# Chiriscus australis
Chiriscus australis är en kräftdjursart som beskrevs av Richardson 1911. Chiriscus australis ingår i släktet Chiriscus och familjen Chaetiliidae. Inga underarter finns listade i Catalogue of Life.